# گرت مارکت

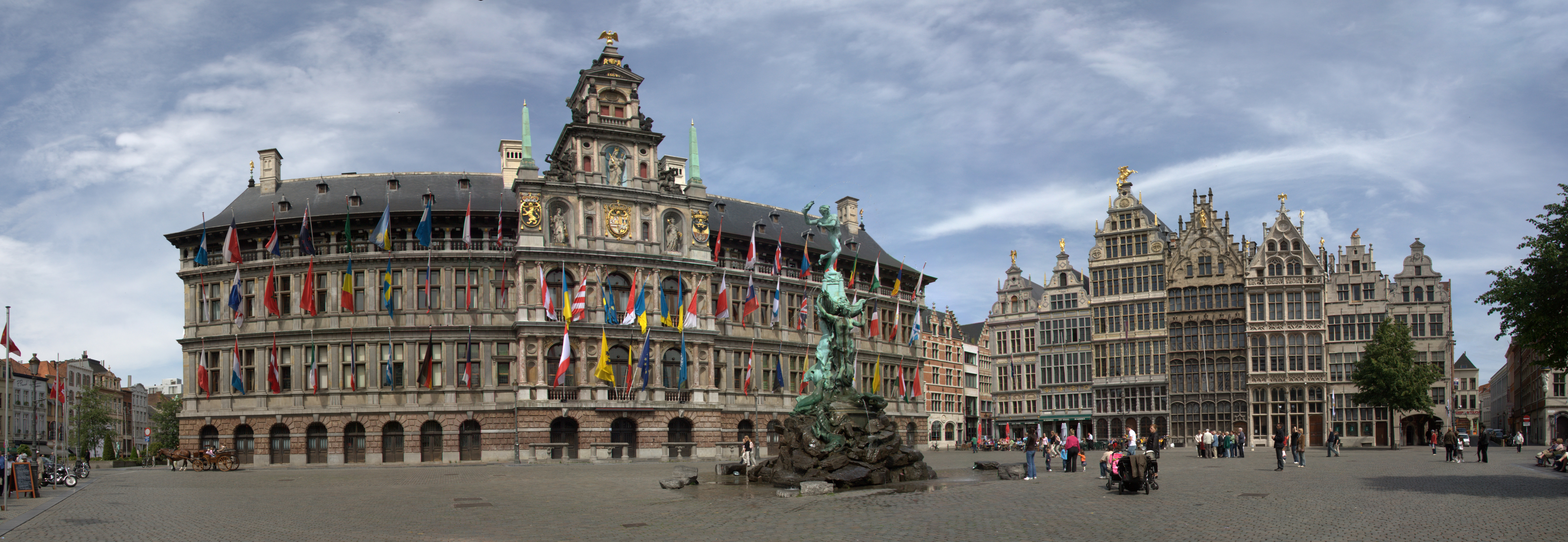
چشم‌انداز گرت مارکت آنتورپ

گرت مارکت (به انگلیسی: Grote Markt) (به معنای بازار بزرگ) یک میدان در شهر آنتورپ بلژیک است که در قلب محله قدیمی شهر جای گرفته است. در سال ۱۲۲۰ دوک هنری یکم از برابانت (۱۱۳۵-۱۲۶۵) این فضا را به شهر بخشید. سیتی‌هال آنتورپ و چندین ساختمان و تالارهایی از قرن شانزدهم و تعداد زیادی هتل، کافه و رستوران در اطراف این میدان قرار دارد. با توجه به رود شلده که از این قسمت شهر عبور می‌کند در زمستان میزبان بازار کریسمس و محل اسکیت روی یخ است. 

## جاذبه‌ها
- سیتی‌هال آنتورپ
- گیدهال‌ها

این ساختمان‌ها جدید است. خانه‌های اصلی در آتش سوزی ۱۵۷۶ نابود شدند.
- فواره برابو ساخته شده توسط جف لمبریکس در مورد یک شهر افسانه‌ای

محور مربع میدان دارای یک فواره بزرگ است که در سال ۱۸۸۷ توسط معمار جف لمبریکس ساخته شده است. مجسمه این فواره یکی از شخصیت‌های مشهور آنتورپ را نشان می‌دهد.
- دفتر گردشگری
- باشگاه جاز آنتورپ

## نگارخانه

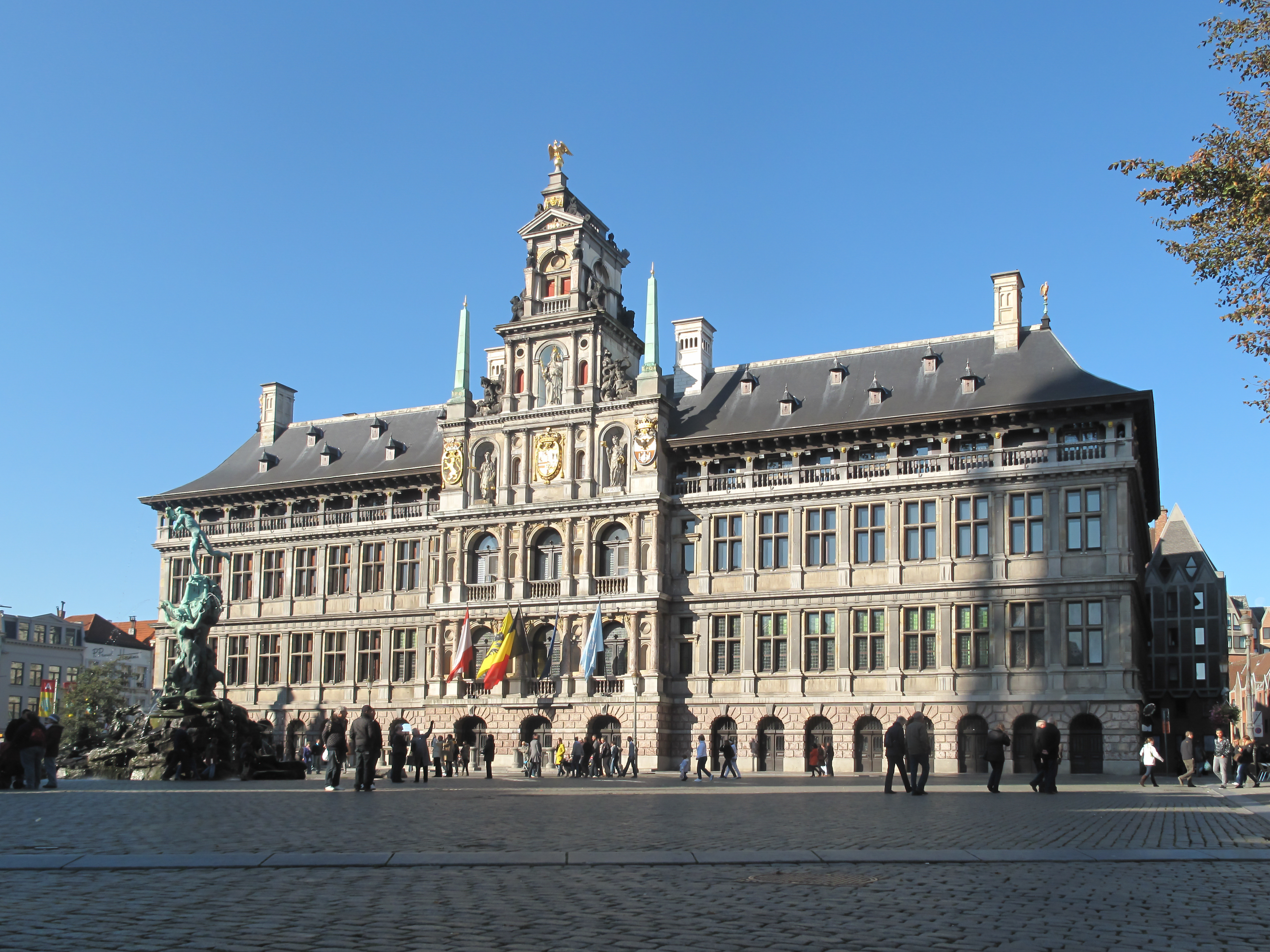
سیتی‌هال آنتورپ
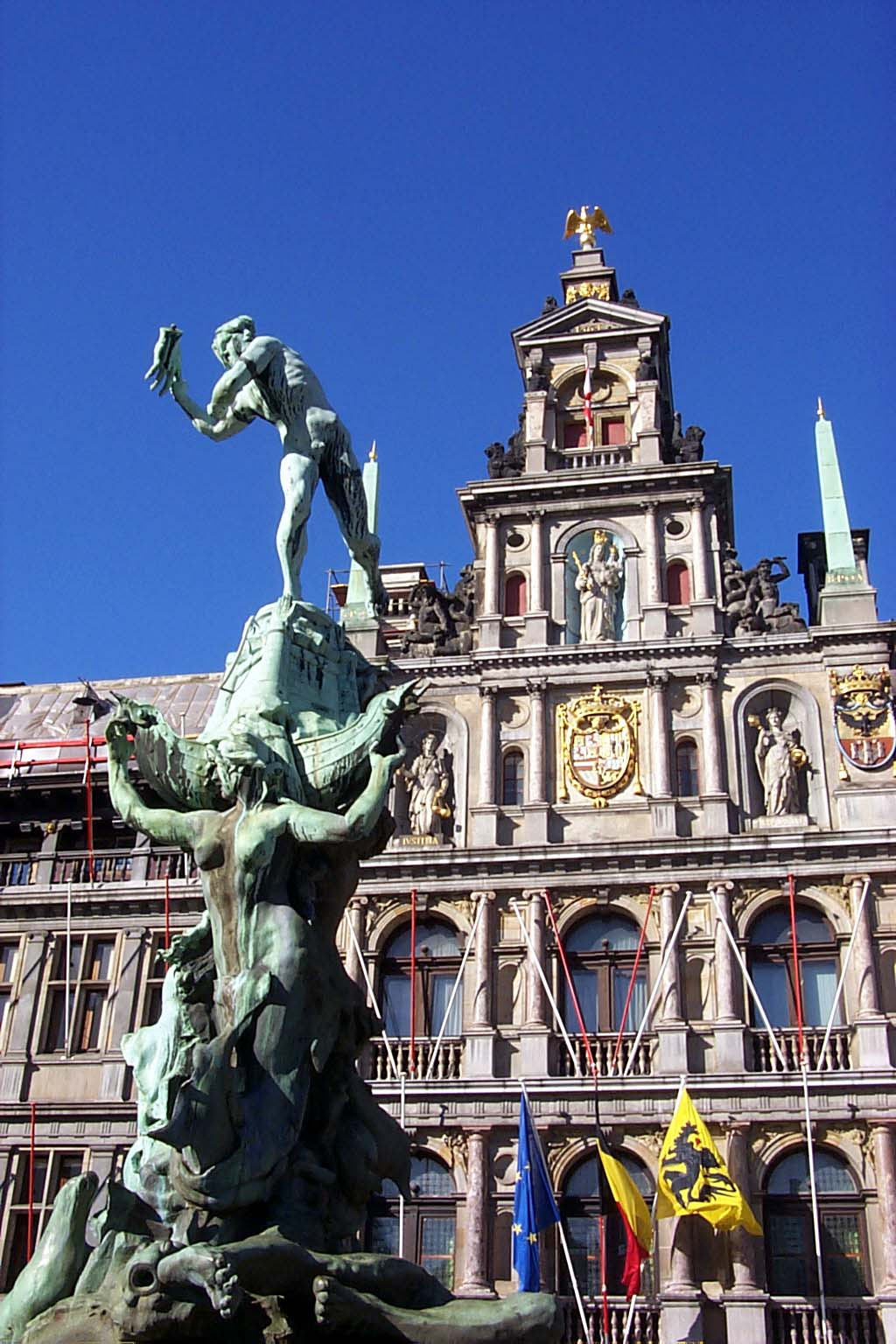
سیتی‌هال و فواره
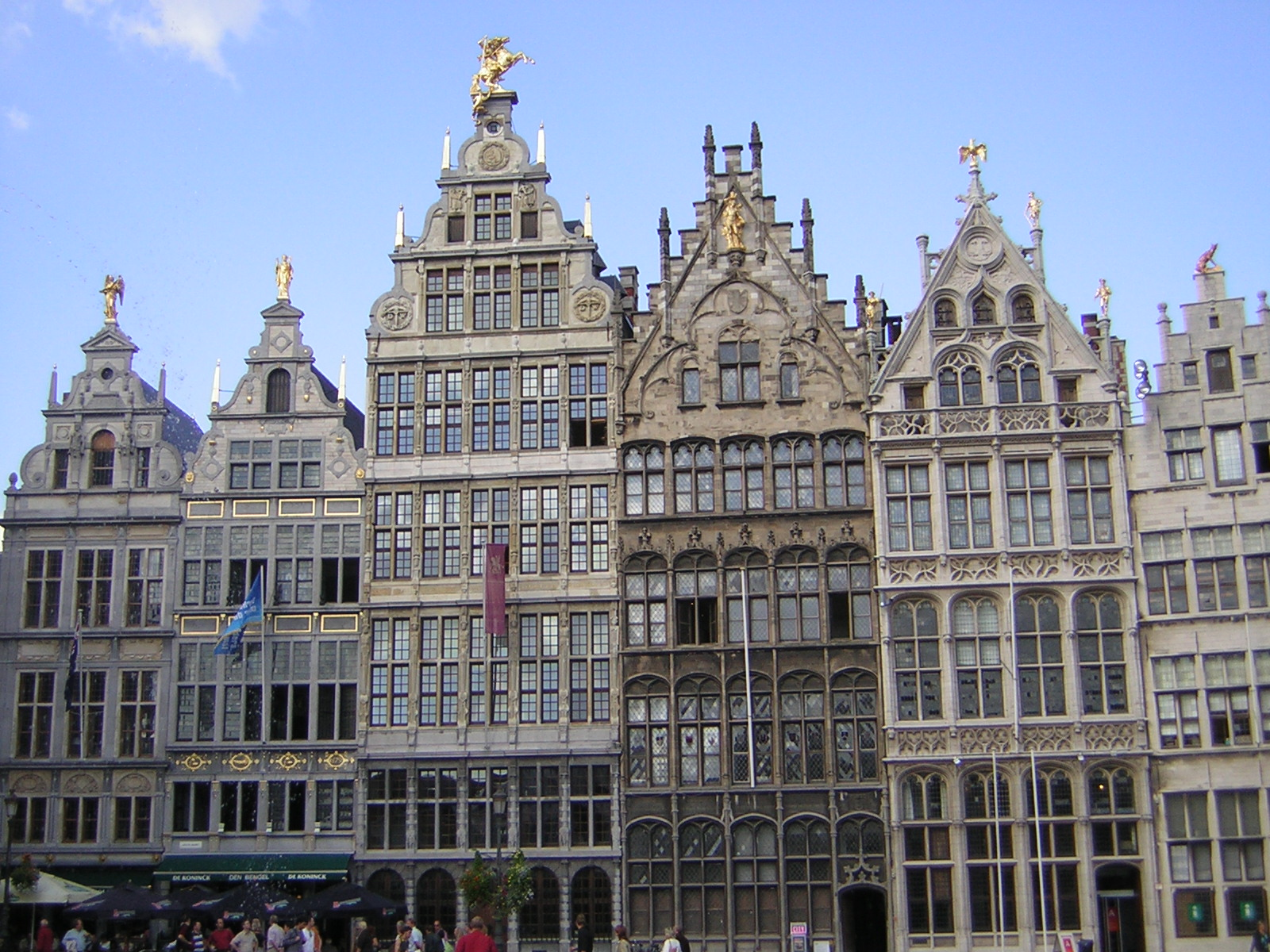
گیلد هال‌ها
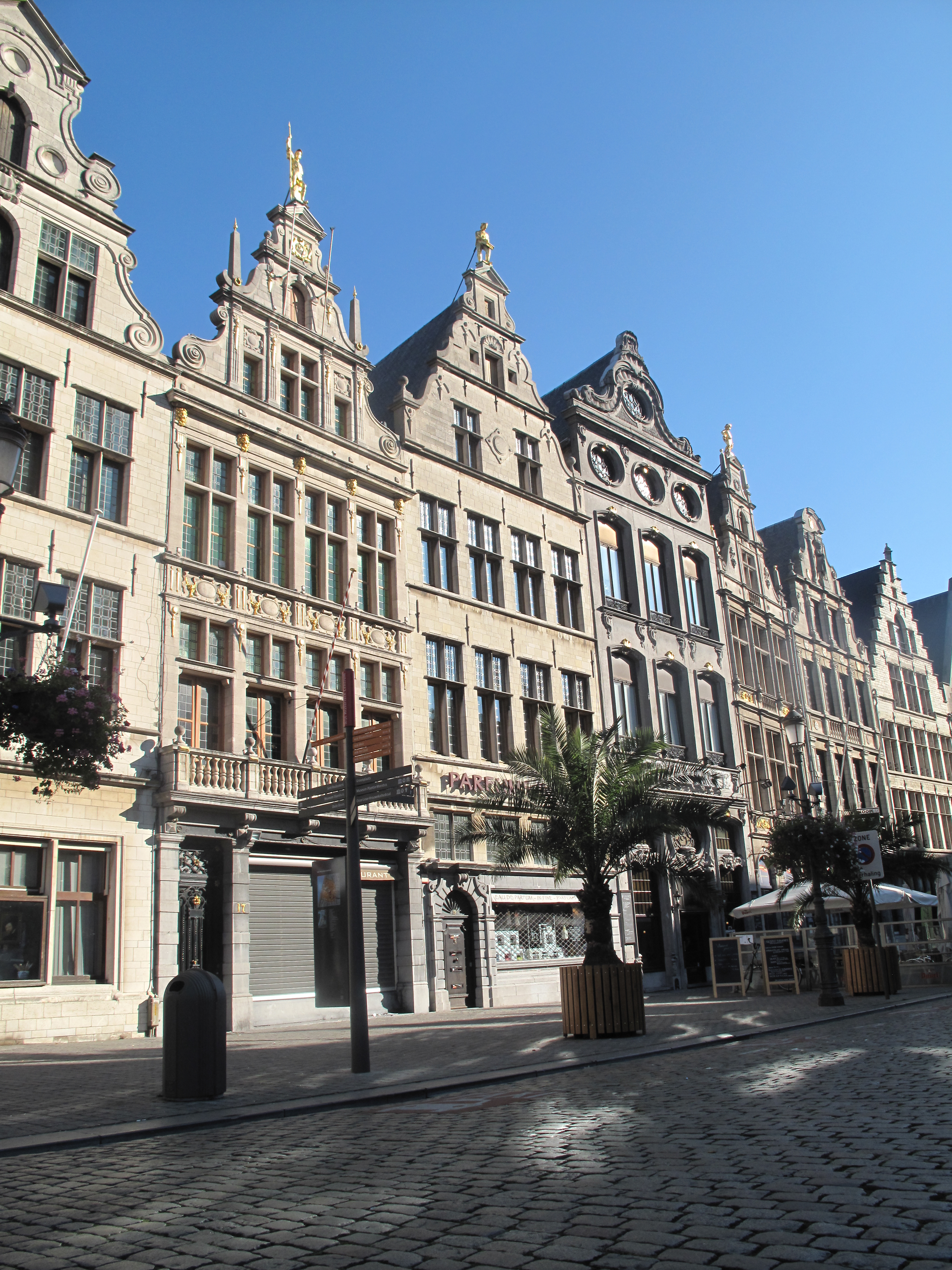
ساختمان‌های برجسته
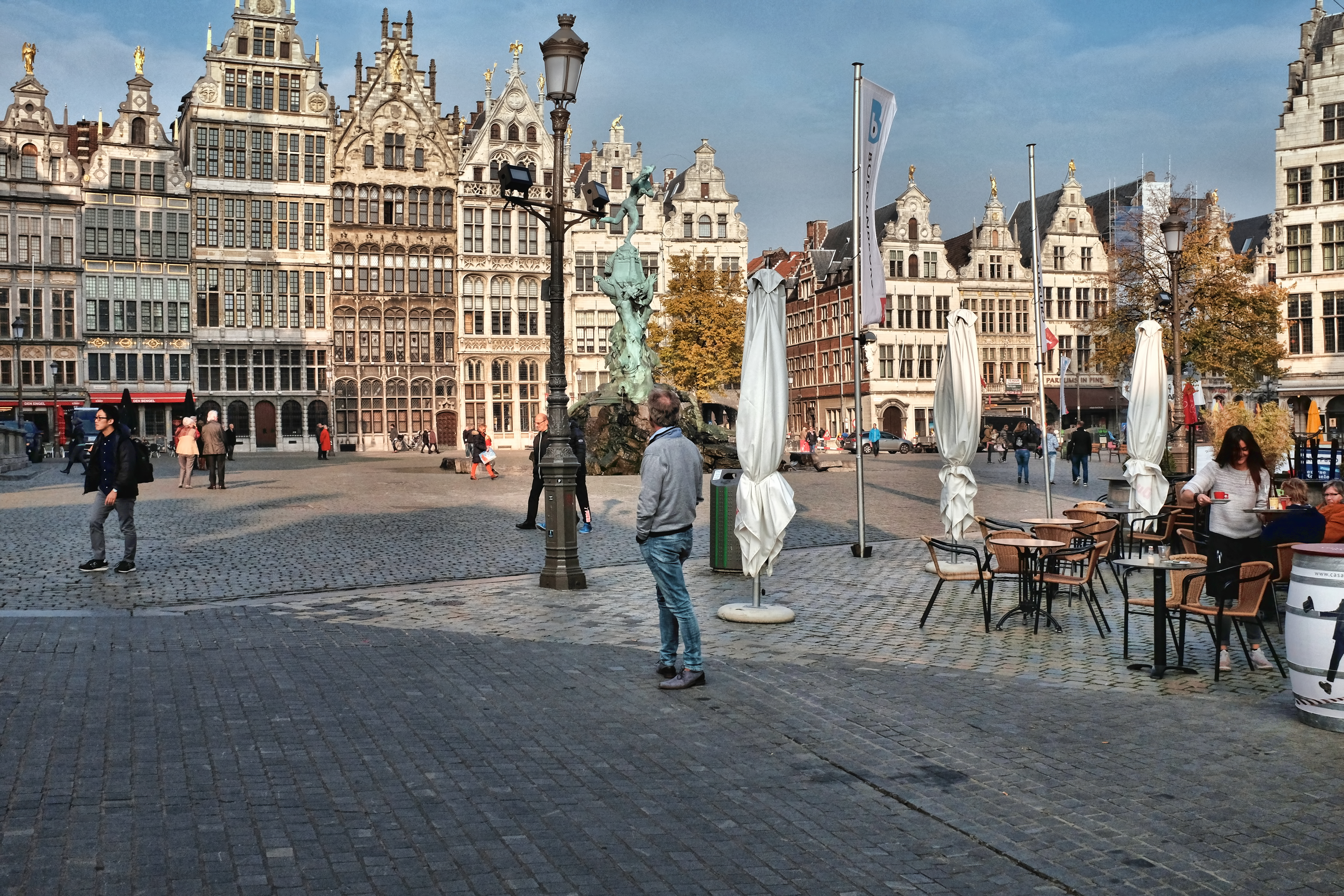
گرت مارکت و گیلد هال‌ها